# Joseph Lescot de la Millandrie
Joseph Aristide Lescot de La Millandrie, né le 27 avril 1796 à Saint-Gaultier (Indre) et mort le 30 janvier 1862 dans la même ville, est un homme politique français.

## Biographie
Neveu de Étienne Tardif de Pommeroux de Bordesoulle, Joseph Lescot de la Millandrie commencé sa carrière professionnelle au barreau de Bourges.  Il est appelé, en 1821, aux fonctions de substitut aux Sables-d'Olonne. À la suite d'ennuis de santé il démissionne et revient à Saint-Gaultier. Le 29 novembre 1830, il succède, dans cette commune, à son père en qualité de juge de paix.  
En  1832 Joseph Lescot est élu membre du conseil général par le canton de Saint-Gaultier. Il siège, régulièrement réélu, jusqu'en 1848.
Il est élu, en 1837, député de l'Indre par l'arrondissement du Blanc. Il siège dans l'Opposition dynastique à la Monarchie de Juillet. Il est réélu les 2 mars 1839, 9 juillet 1842, 1er août 1846. 
Il épouse Virginie Robert de Beauchamp (tante de Louis-Evariste Robert de Beauchamp), puis la fille de Jacques François de La Chaise.